# ФК Сошо
Футболен клуб Сошо-Монбелиар, наричан накратко ФК Сошо (на френски: Football Club Sochaux-Montbéliard) е френски футболен отбор от град Монбелиар. Клубът е създаден през 1928 г. от автомобилната компания Пежо и има в актива си две шампионски титли на Франция (1935 и 1938 г.), две Купи на Франция (1937 и 2007 г.) и една Купа на Лигата (2004 г.) В европейските клубни турнири най-доброто постижение на Сошо е полуфинал за Купата на УЕФА през сезон 1980/1981, загубен от АЗ Алкмар.
В исторически план Сошо е сред клубовете с най-силни традиции във френския футбол. Това е отборът с най-голям брой сезони в елита на Франция (66 вкл. сезон 2013/14), а също така е един от клубовете създали френската Първа дивизия през 1932 г. Заедно с Марсилия, Монпелие, Рен и Ница, Сошо е сред единствените отбори участвали в първия сезон през 1932/1933 г. и които понастоящем са част от Лига 1.
Въпреки липсата на значими успехи след началните години на професионалния футбол във Франция, Сошо придобива популярност благодарение на своята футболна академия, която е смятана за една от най-добрите в страната. В миналото от нея са произлезли известни футболисти като Жоел Батс, Франк Созе, Яник Стопира и Бернар Женгини. В последните години тя е също толкова продуктивна като преди, създавайки играчи като Ел-Хаджи Диуф, Пиер-Ален Фро, Беноа Педрети, Жереми Менез, Мевлют Ердинч, Риад Будбуз и Марвен Мартен.
- Стад Огюст Бонал
- Стад Огюст Бонал
- Купата на Франция 2007

## Успехи
- Лига 1
  - Шампион: 1935, 1938
  - Вицешампион: 1937, 1953, 1980
- Лига 2
  - Шампион: 1947, 2001
  - Вицешампион: 1964, 1988
- Купа на Франция
  - Победител: 1937, 2007
  - Финалист: 1959, 1967, 1988
- Купа на Лигата
  - Победител: 2004
  - Финалист: 2003

## Известни бивши футболисти
- Жоел Батс
- Бернар Женжини
- Фабиен Бударен
- Сюлейман Диавара
- Ел-Хаджи Диуф
- Мехмед Баждаревич
- Фарух Хаджибегич
- Илан

## Бивши треньори
- Жак Сантини
- Фарух Хаджибегич
- Ален Перен